# En la línea de fuego
En la línea de fuego es una película estadounidense de 1993, dirigida por Wolfgang Petersen y protagonizada por Clint Eastwood, John Malkovich y Rene Russo, en los papeles principales. Fue galardonada con el premio ASCAP 1994 (Ennio Morricone) y candidata a tres Premios Oscar: al mejor actor secundario (John Malkovich), al mejor montaje (Anne V. Coates) y al mejor guion (Jeff Maguire), además de otros importantes premios cinematográficos.

## Sinopsis
Frank Horrigan (Clint Eastwood) es un abnegado agente del Servicio Secreto. En la madurez de su carrera todavía recuerda el fracaso de su primer encargo presidencial: proteger a John F. Kennedy durante su visita a Dallas en noviembre de 1963. Treinta años después, el nuevo presidente prepara su campaña de reelección. Las advertencias contra la vida del presidente son habituales, pero Frank Horrigan sabe que, de entre todas ellas, una encierra una auténtica amenaza: Mitch Leary (John Malkovich) se propone asesinar al presidente, aunque ello le cueste la vida. Nadie cree a Frank, pues su prestigio está bajo mínimos dado su antiguo fracaso. Solo Lilly Raines (Rene Russo) y su compañero le creen. No solo en su departamento no confían en él, sino que pugnan porque no aparezca ni de lejos y cuando logra estar entre los escoltas, al escuchar la explosión de un globo, cree que es un disparo, da la alarma y hace que se ponga en marcha todo el dispositivo de protección, lo que al mismo presidente y al departamento les parece que ha provocado el ridículo del mandatario. Como está a punto de jubilarse, las carreras y el ejercicio a que le obliga su misión están a punto de costarle un infarto. Pero cada vez se acerca más al asesino, hasta el punto de que, en una muy arriesgada, para él, persecución, su compañero muere y Mitch le salva la vida cuando era casi segura su caída desde la azotea. Esto es aprovechado por el asesino que ya se tenía por amigo de Frank, considerándolo hermanado en un destino de dar sus vidas por una misión: la suya, asesinar al presidente, la de Frank, protegerle. 
Por fin Mitch logra fabricarse una pistola de plástico que no puede ser detectada y asistir, pagando una cuantiosa suma, a una cena para recaudar fondos para la reelección a la que asistirá el presidente. Logra disparar, pero Frank se interpone, salvando a este. Pero Mitch toma a Frank como rehén y ambos suben en un ascensor exterior al muy alto edificio. Lilly está dirigiendo la operación que intenta salvar a Frank que mantiene el audífono en su oído. Mitch está apuntando con su pistola a Frank y este le dice "dispara", "dispara ya", pero realmente se lo está indicando a Lilly. "Dispara alto", repite, y ella lo comprende y da la orden, y así muere Mitch. La película acaba cuando se reconoce el mérito de Frank.

## Reparto
- Clint Eastwood ... Frank Horrigan, agente del Servicio Secreto
- John Malkovich ... Mitch Leary
- Rene Russo ... Lilly Raines, agente del Servicio Secreto
- Dylan McDermott ... Al D'Andrea, agente del Servicio Secreto
- Gary Cole ... Bill Watts, Jefe del Servicio Secreto
- Fred Dalton Thompson ... Harry Sargent, Jefe de Gabinete de la Casa Blanca
- John Mahoney ... Sam Campagna, director del Servicio Secreto
- Gregory Alan Williams ... Matt Wilder, agente del Servicio Secreto
- Jim Curley ... presidente de los Estados Unidos
- Sally Hughes ... primera dama